# Wauwermans Islands
Wauwermans Islands  – grupa wysp w Wilhelm Archipelago u zachodnich wybrzeży Półwyspu Antarktycznego.

## Nazwa
Nazwane przez Adriena de Gerlache’a (1866–1934) na cześć belgijskiego generała porucznika Henriego Emmanuela Wauwermansa (1825–1902) w uznaniu jego wsparcia dla wyprawy de Gerlache’a na Antarktydę w latach 1897–1899 .

## Geografia
Grupa wysp w Wilhelm Archipelago u zachodnich wybrzeży Półwyspu Antarktycznego, oddzielona od Graham Coast cieśniną Penola Strait . Wauwermans Islands to najbardziej wysunięta na północ grupa archipelagu, od północy ograniczona przez Cieśninę Bismarcka, od wschodu przez Butler Passage a od południa przez Nimrod Passage . Wyspy są niewielkie i pokryte śniegiem . Ich nazwy w większości pochodzą od postaci z opowieści kanterberyjskich Geoffrey’a Chaucera .

## Historia
Wauwermans Islands zostały odkryte i pobieżnie zmapowane w 1898 roku przez Belgijską Wyprawę Antarktyczną Adriena de Gerlache’a (1866–1934) . Wyprawa wylądowała na jednej z wysp . 
W latach 1956–1957 zostały sfotografowane z powietrza przez Falkland Islands and Dependencies Aerial Survey Expedition (FIDASE) .